# Spiro Agnew
Spiro Theodore Agnew (Baltimore (Maryland), 9 november 1918 — Berlin (Maryland), 17 september 1996) was de negenendertigste vicepresident van de Verenigde Staten, die van 1969 tot 1973 onder president Richard Nixon diende. Hij moest aftreden wegens een omkoopschandaal, dat al was ontstaan toen hij nog gouverneur van de staat Maryland was, waar hij zich volgens latere onthullingen had ingelaten met omkoping.
Hij was een zoon van Griekse immigranten en studeerde scheikunde aan de Johns Hopkins University en rechten aan de University of Baltimore. Tijdens de Tweede Wereldoorlog vocht hij in Frankrijk en Duitsland. Na de oorlog werkte hij als advocaat.
Tussen 1962 en 1966 bekleedde Agnew de functie van executive van Baltimore County. In 1966 werd Agnew namens de Republikeinse Partij gekozen tot 55e gouverneur van de staat Maryland. In deze functie handhaafde hij krachtig, en met veel retoriek, recht en orde, wat hem geliefd maakte bij de conservatieven van zijn partij. Toch was hij buiten zijn thuisstaat vrijwel onbekend.
In 1968 koos Nixon hem totaal onverwacht als zijn running mate voor de Amerikaanse presidentsverkiezingen van 1968. Tijdens zijn vicepresidentschap viel Agnew vooral op door zijn uithalen naar tegenstanders van de Vietnam-oorlog. Hij had echter slechts een beperkte toegang tot Nixon, die al snel tot de conclusie was gekomen dat Agnew niet geschikt was voor zijn functie. Niettemin koos de president hem opnieuw als running mate voor de Amerikaanse presidentsverkiezingen van 1972, die zij met overmacht wonnen.
In 1973 werd een strafrechtelijk onderzoek tegen Agnew ingesteld. Hem werd afpersing, belastingontduiking, omkoping en samenzwering ten laste gelegd. Hij werd ervan beschuldigd in de periode dat hij executive van Baltimore County, gouverneur van de staat Maryland en vicepresident van de Verenigde Staten was, steekpenningen ter hoogte van 100.000 US dollar te hebben aangenomen. Agnew werd in staat gesteld een verklaring van "nolo contendere" af te leggen (d.w.z. een niet betwisten zonder schuld te bekennen) met betrekking tot één beschuldiging van belastingontduiking, op voorwaarde dat hij zou aftreden als vicepresident, wat hij op 10 oktober 1973 deed. President Nixon verving Agnew later door Gerald Ford, de leider van de Republikeinse fractie in het Amerikaanse Huis van Afgevaardigden, als vicepresident voor te dragen.
Nadat hij de politiek verliet was Agnew werkzaam als zakenman. Hij overleed in 1996 op 77-jarige leeftijd.
In 2021 verscheen over zijn opkomst en ondergang in de Amerikaanse politiek het boek Bag Man - The Wild Crimes, Audacious Cover-up, and Spectacular Downfall of a Brazen Crook in the White House van Rachel Maddow en Mike Yarvitz.
Adams ·
Jefferson ·
Burr ·
Clinton ·
Gerry ·
Tompkins ·
Calhoun ·
Van Buren ·
R.M. Johnson ·
Tyler ·
Dallas ·
Fillmore ·
King ·
Breckinridge ·
Hamlin ·
A. Johnson ·
Colfax ·
Wilson ·
Wheeler ·
Arthur ·
Hendricks ·
Morton ·
Stevenson ·
Hobart ·
Roosevelt ·
Fairbanks ·
Sherman ·
Marshall ·
Coolidge ·
Dawes ·
Curtis ·
Garner ·
Wallace ·
Truman ·
Barkley ·
Nixon ·
L.B. Johnson ·
Humphrey ·
Agnew ·
Ford ·
Rockefeller ·
Mondale ·
Bush ·
Quayle ·
Gore ·
Cheney ·
Biden ·
Pence ·
Harris ·
Vance
- Bibsys: 7054855
- Bibliothèque nationale de France: cb161557548 (data)
- CiNii: DA12416593
- Gemeinsame Normdatei: 123440971
- International Standard Name Identifier: 0000 0001 2280 4964
- Library of Congress Control Number: n79081960
- MusicBrainz: cefadc7c-8229-4ef9-9dd4-e6e063454f62
- National Archives and Records Administration: 10582108
- Nationale bibliotheek van Australië: 35001758
- Nationale Bibliotheek van Israël: 987007594513305171
- Nederlandse Thesaurus van Auteursnamen: 068964374
- SNAC: w6jv0dt4
- Système universitaire de documentation: 080242618
- Trove: 785112
- Biographical Directory of the United States Congress: A000059
- Virtual International Authority File: 57891995
- WorldCat: E39PBJkXyfQvqGqcGq9cJTBByd